# ERG5
ERG5 或固醇-22-去饱和酶（英語：Sterol 22-desaturase）是真菌釀酒酵母（Saccharomyces cerevisiae）基因组中的一个涉及麦角固醇生物合成的细胞色素P450酶，其CYP编号为CYP61A1，是釀酒酵母三种细胞色素P450基因之一，另外两种是CYP51F1和CYP56A1。ERG5可催化类固醇C17侧链上C22-C23位置脱氢形成双键，如麦角固醇生物合成中的5-脱氢表甾醇（也称为“麦角三烯醇”）转化为麦角四烯醇，之后麦角四烯醇的C24双键会被酶ERG4加氢还原为麦角固醇。